# Aquaworld – Vízibirodalom
Az Aquaworld Resort Budapest komplexum Közép-Európa legnagyobb fedett szálloda- és élményfürdő-együttese.

## Felépítése

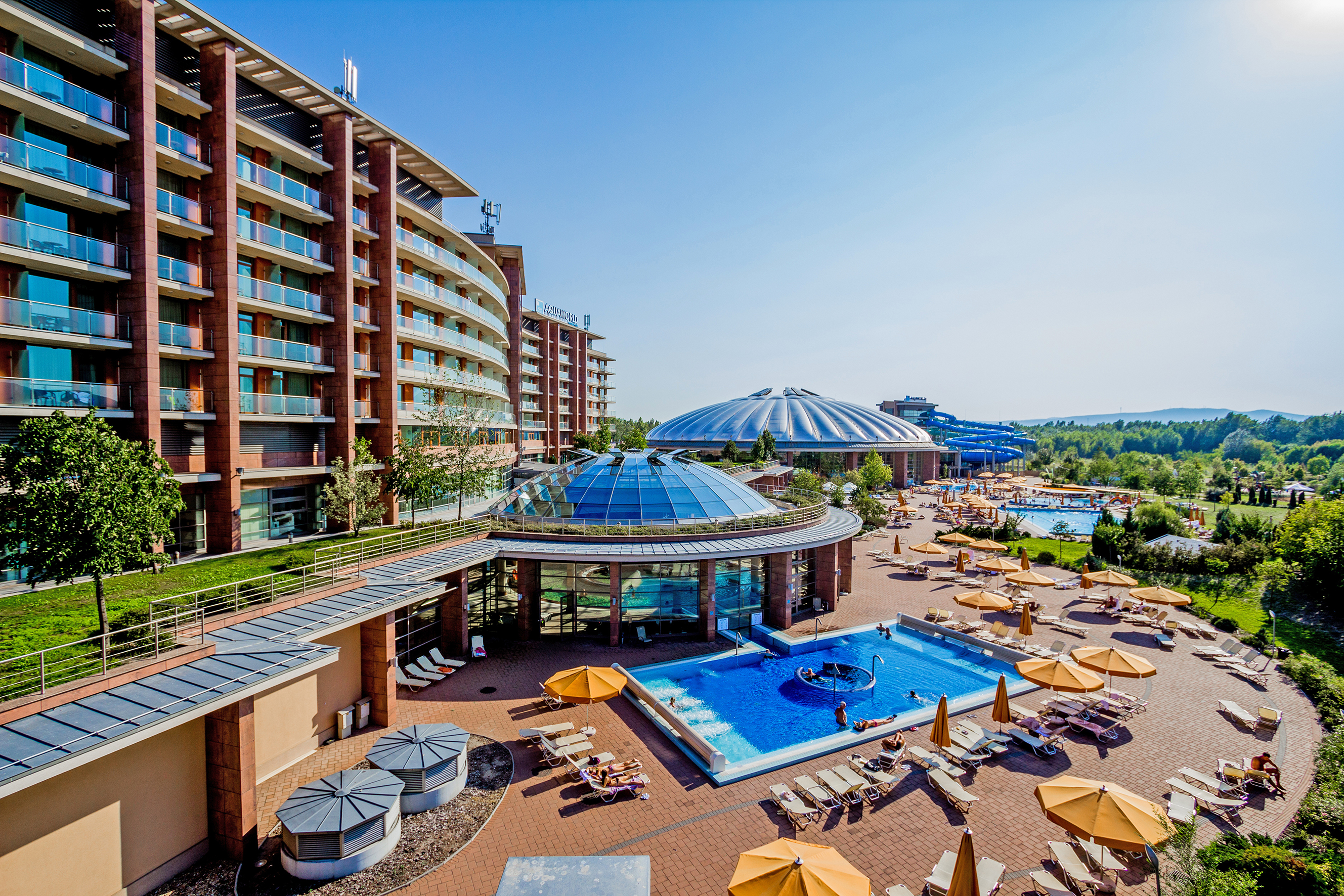
Aquaworld Resort Budapest strand

2008. december 8-án adták át, 17 milliárd forintos költségével a nagyberuházások közé tartozott. Az M0-s autóút mellett található, nem messze a Megyeri hídtól. 8,6 hektár területen helyezkedik el az épületegyüttes, melybe beletartozik az Aquaworld élményfürdő, az Aquaworld Resort Szálloda, az Oriental Spa wellness- és fitneszközpont és a komplexumhoz tartozó apartmanok, valamint a park. A komplexum összesen 86 ezer négyzetméteren terül el; az épületek összes szintterülete 54 ezer négyzetméter. A komplexum előtt és a szálloda mélygarázsában összesen 1000 parkolóhely található.
Magának a szállodának van egy saját, day spa-ként is funkcionáló wellness-részlege, melyet Oriental Spának neveztek el. A komplexumon belül megtalálható egy nagyobb alapterületű, több szolgáltatást magába foglaló vízi park, melyet Aquaworld Budapestnek hívnak. A medencék összesített vízfelülete meghaladja a 3 300 négyzetmétert, víztérfogata pedig eléri a 4 200 köbmétert. Az ezek után keletkezett szennyvizet egy házi tisztítóberendezés teszi újra környezetbaráttá. Ez a megtisztított víz egyrészt a kertben megtalálható tavat, másrészt a Mogyoródi-patakot táplálja.

## Aquaworld Budapest élményfürdő

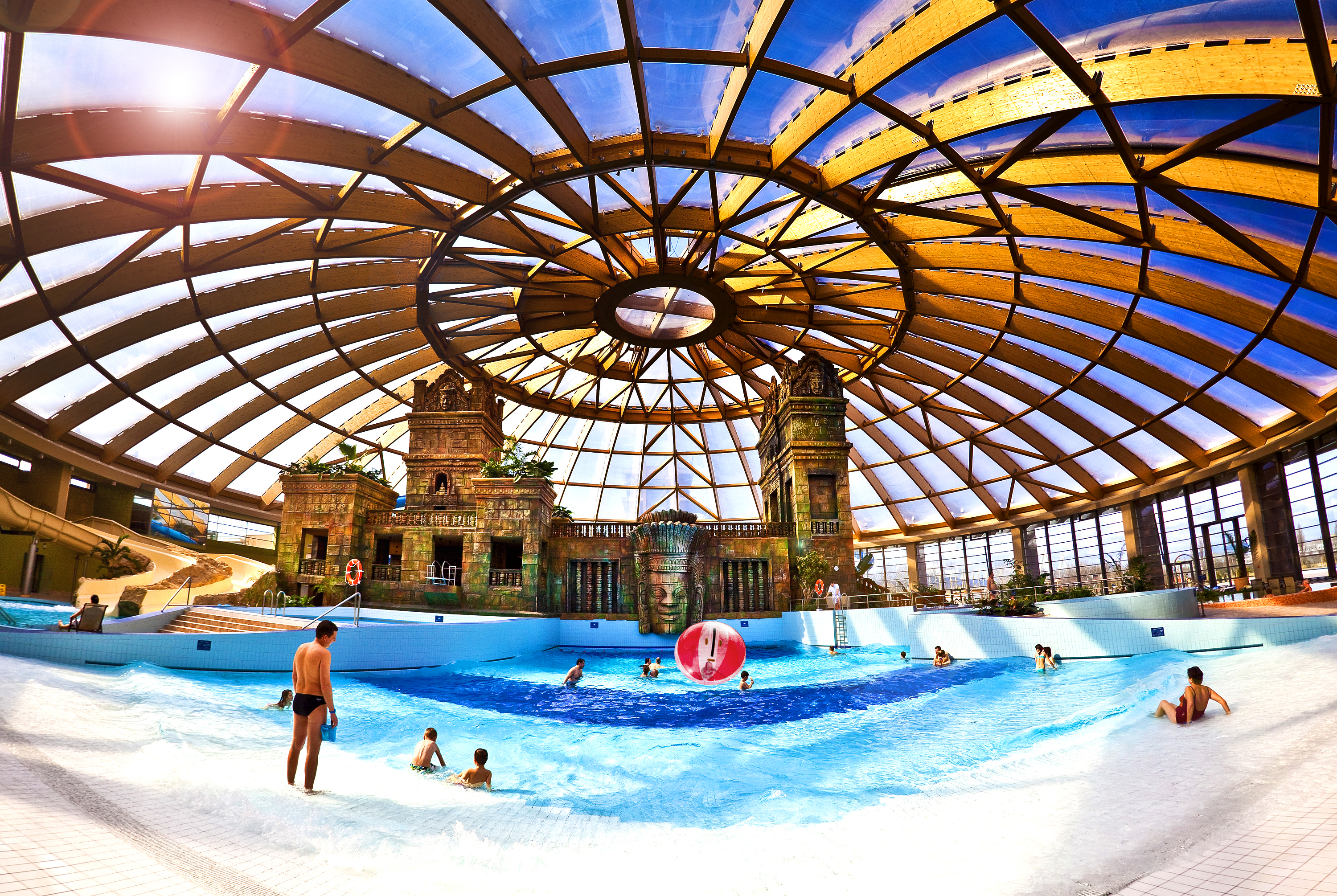
Aquaworld élményfürdő hullámmedence

Az Aquaworld kupolája 72 méter átmérőjű, és egészen öt emelet magasságig nyújtózik, így a kupola által lefedett terület 4200 négyzetméter, amelyet télen és nyáron is igénybe lehet venni. A különleges anyagot, melyből a kupola készült az űrkutatásban fejlesztettek ki. Teljesen átlátszó, több rétegű fóliarendszer borítja, amely véd az UV-sugárzás ellen. A kupola tartószerkezete negyven méter hosszú bordákból áll, melyek egy boltozatot alkotnak egészen a kupola csúcsában elhelyezkedő nyolc méter átmérőjű körgyűrűig. A kupola alatt maximálisan 1800 ember fér el.
Az Aquaworld belső kialakításában egy Angkor-romtemplom sajátosságait hordozza, szobrai is ehhez a koncepcióhoz illeszkednek. A tizenhét medence közül tizenöt egész évben üzemel. Tizenegy csúszdával rendelkezik a vízibirodalom, a csúszdák hossza összesen 1 kilométer. A csúszdákon kívül egyéb szolgáltatások igénybevételére is lehetőség van az Aquaworld épületében, például masszázs, szauna.

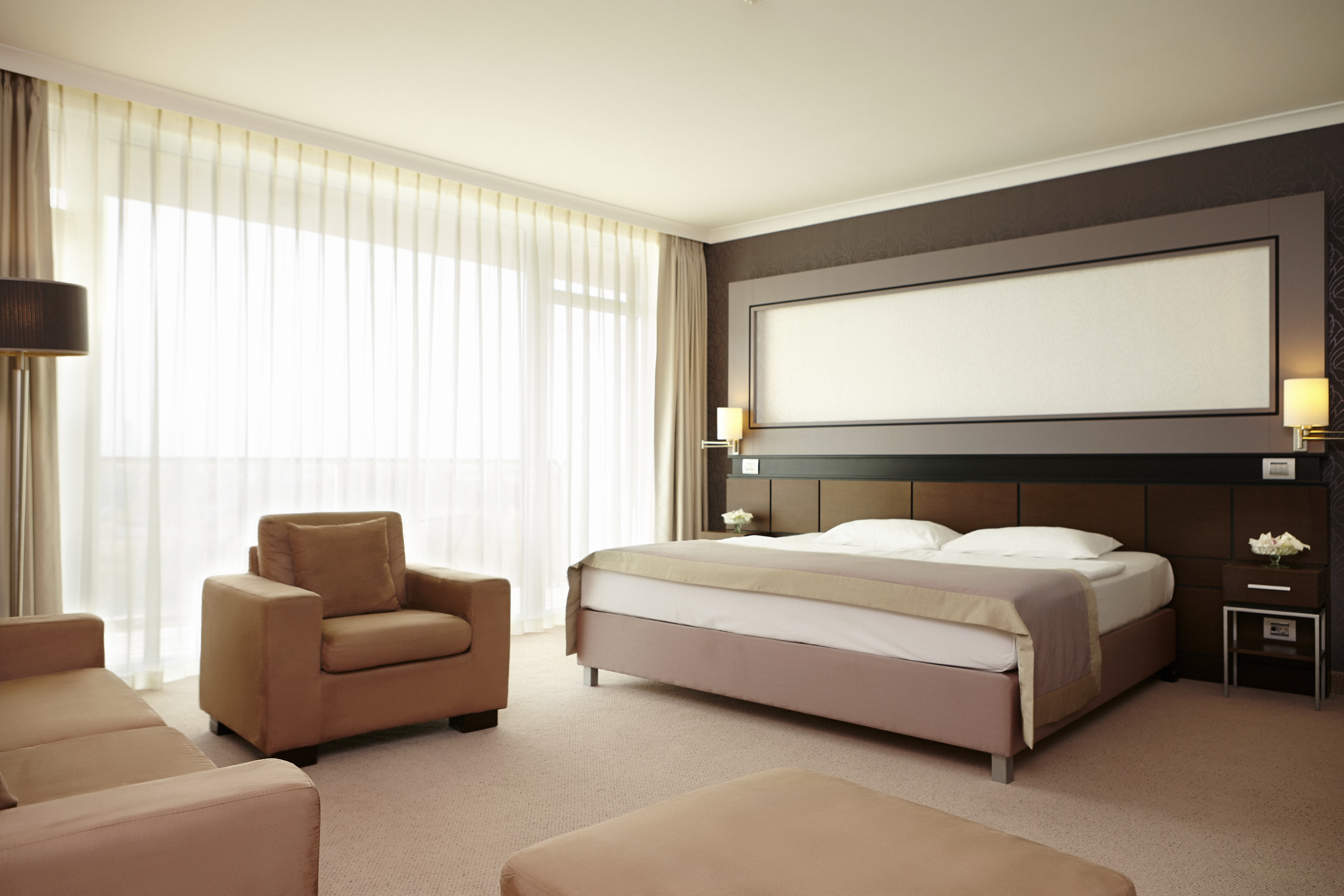
Aquaworld Resort Budapest szállodai szoba

Nagyjából fél évvel a megnyitás után halálos baleset történt az Aquaworld területén, egy kilencéves gyerek beleesett az egyik medence vízelvezető csatornájába. A baleset oka egy minőségtanúsítványok kiadásával foglalkozó cég vezetője szerint „hiányos balesetvédelmi szabályozás és ellenőrzés az úgynevezett mutatványos berendezéseknél, amilyenek például az élményfürdők, körhinták vagy felfújható ugráló várak”. Az élményfürdő egyszerű változtatásokkal meg tudott felelni az előírásoknak, melyek egy részét az üzemeltető a baleset után azonnal javította.

## Aquaworld Resort Budapest Hotel
Az Aquaworld Resort Budapest  szálloda egy impozáns, hullámvonalú, nyolcemeletes főépületből, valamint a főépülethez földalatti folyosóval kapcsolódó négyszintes apartmanházból áll. Az összesen 309 szobával, lakosztállyal és apartmannal rendelkező szálloda 838 vendéget tud elszállásolni egy időben.
A komplexumhoz tartozik egy közel 1000 fős konferenciaközpont, 3 étterem, bárok, keleties hangulatú wellness- és fitneszrészleg, több,  mint 1000 parkolóhely, óriási park játszóterekkel, 200 m2-es gyermek játszóház, a Bongo Kids Club, valamint közvetlen átjárás Európa egyik legnagyobb fedett vízi élményparkjába, az Aquaworld-be.

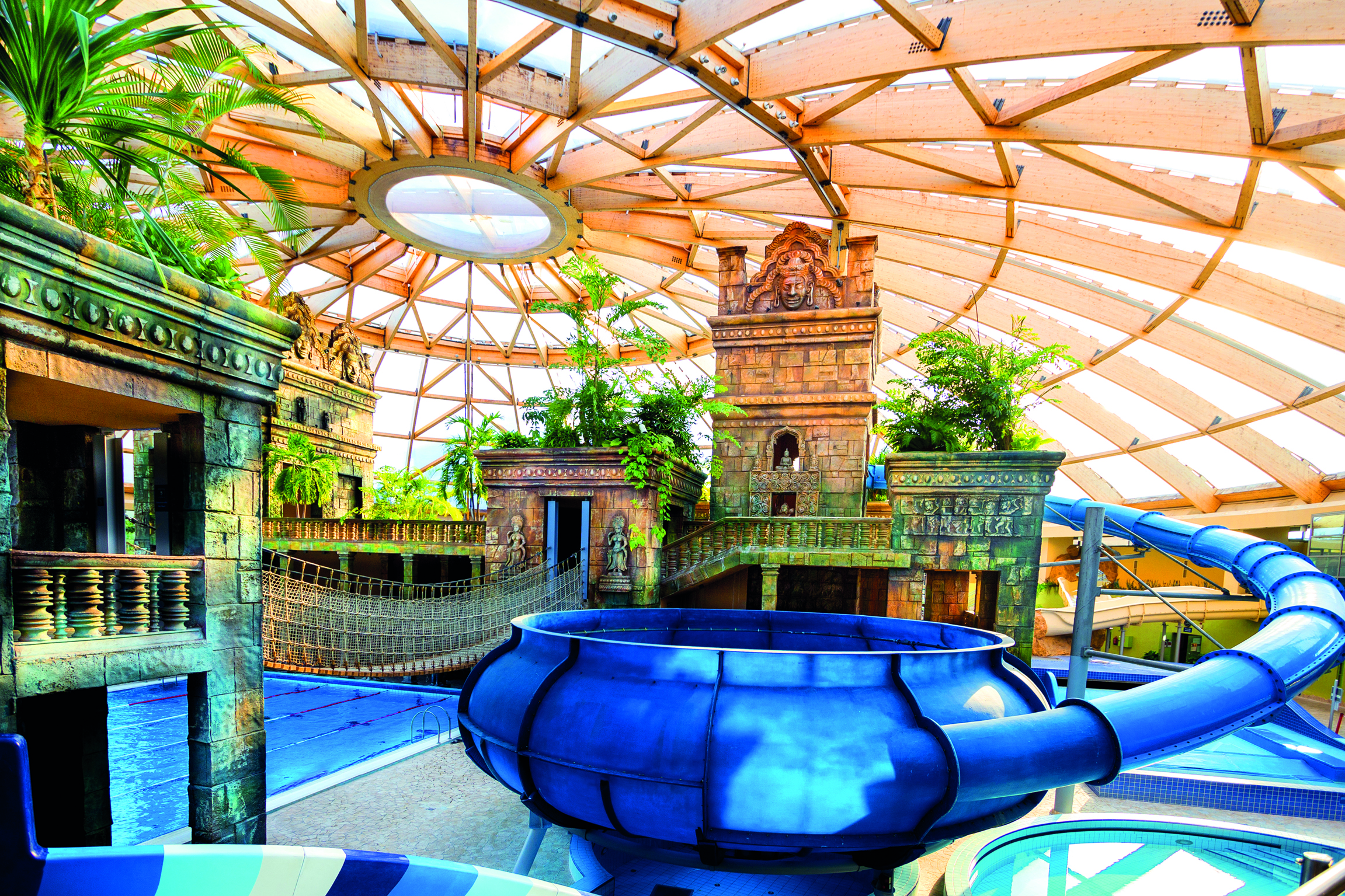
Aquaworld Budapest hagyma csúszda

## ORIENTAL SPA wellness- és fitneszközpont
A szálloda keleties hangulatú wellness- és fitneszközpontja, az Oriental Spa gazdag szolgáltatás-kínálattal várja a kikapcsolódni és szépülni vágyókat. 

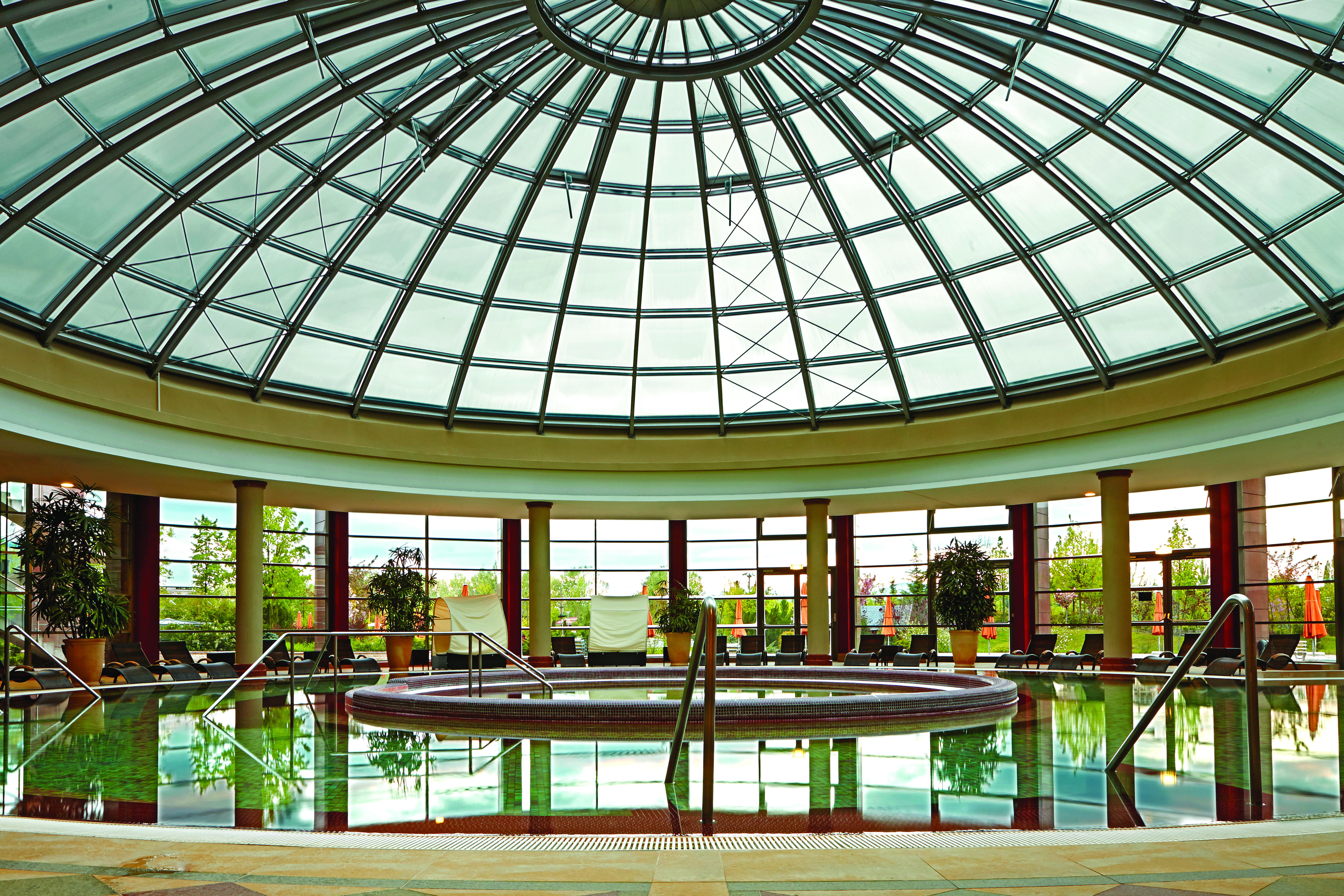
Oriental Spa wellneszközpont

Az üvegfalakkal határolt kör alakú relaxációs medence zavartalan pihenést biztosít a hozzá kapcsolódó, télen-nyáron üzemelő szabadtéri résszel. A mandala-medence szentélyszerűen kialakított félhomályos tere, valamint az innen nyíló szauna világ tökéletes kikapcsolódást nyújt időseknek és fiataloknak egyaránt. 
A szauna világban hamam-fürdő, finn szauna, gőzkamra, valamint hangulatosan kialakított pihenő és figyelmes személyzet várja a kedves látogatókat. 

## Konferencia központ
A szálloda 2. és 8. emeletén található az Aquaworld Konferencia Központ.

Az első szinten található az 1000 négyzetméter alapterületű konferenciaközpont, amely a nyolcadik szinten elhelyezkedő exkluzív bankett-terem igénybevételével tovább bővíthető (400 négyzetméter). Magyarországon egyedülálló módon valamennyi termet mobilfalak határolják, ami számtalan variációs lehetőséget rejt magában. Maximum 15 szekcióterem alakítható ki, a legnagyobb terem 550 fő befogadására alkalmas, de az egybenyitható terek akár kiállításoknak vagy nagyszabású fogadásoknak is otthont adhatnak.

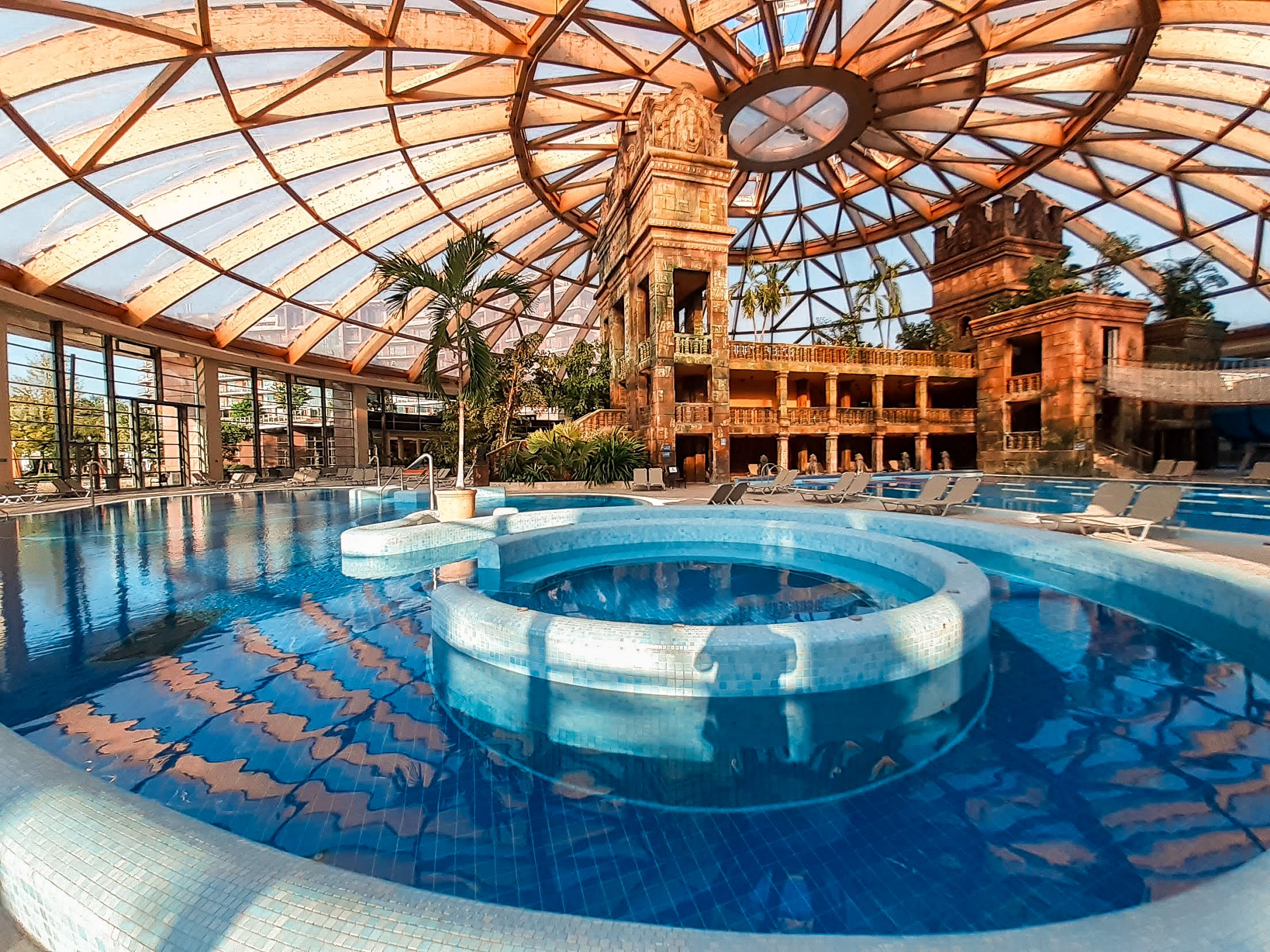
Aquaworld Budapest élménymedence

A szálloda konferenciaközpontjának kapacitása közel 1000 fő.
A szállodában 223 standard szoba és közel 1000 ingyenes parkolóhely várja a konferencia vendégeket. 